# Cidariophanes incaria
Cidariophanes incaria is een vlinder uit de familie van de spanners (Geometridae). De wetenschappelijke naam van de soort is voor het eerst geldig gepubliceerd in 1901 door William Schaus.